# Kabupaten Gianyar
Kabupaten Gianyar är ett kabupaten i Indonesien.   Det ligger i provinsen Provinsi Bali, i den sydvästra delen av landet, 1 000 km öster om huvudstaden Jakarta. Antalet invånare är 469 777. Kabupaten Gianyar ligger på ön Bali.
Följande samhällen finns i Kabupaten Gianyar:
- Ubud